# Società Sportiva Lazio 1974-1975
Questa voce raccoglie le informazioni riguardanti la Società Sportiva Lazio nelle competizioni ufficiali della stagione 1974-1975.

## Stagione
Squalificata dalla Coppa dei Campioni per gli incidenti avvenuti nella gara di ritorno dell'edizione precedente di Coppa UEFA contro l'Ipswich Town, la Lazio tentò di difendere il titolo prendendo subito il comando solitario della classifica. Nel prosieguo del campionato i biancocelesti inseguirono la Juventus iniziando l'anno solare con la vittoria nello scontro diretto e concludendo il girone di andata a -3 dai bianconeri secondi; una serie di sconfitte e pareggi nel girone di ritorno e l'ascesa di Napoli e Roma allontanarono gradualmente la Lazio dalla lotta per il titolo. Costretti a disputare le ultime cinque gare del campionato con il vice-allenatore Lovati in panchina in sostituzione di Maestrelli, ricoverato per un tumore al fegato, i biancocelesti conclusero il campionato al quarto posto, ottenendo la qualificazione in Coppa UEFA.
In Coppa Italia la Lazio non riuscì a superare la prima fase a gironi, totalizzando solo due punti provenienti da altrettanti pareggi, e rimediando sconfitte con il club di Serie B del Pescara e nella stracittadina con la Roma.

## Divise

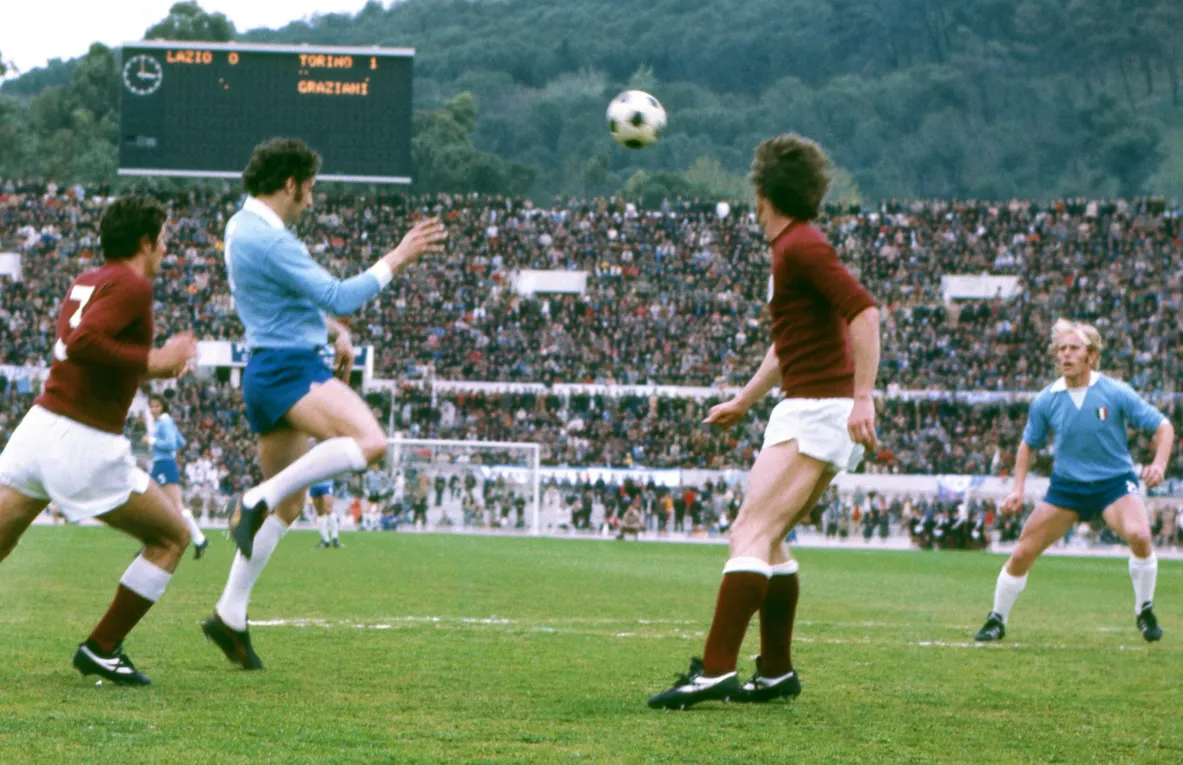
La squadra con la seconda versione della divisa casalinga, con pantaloncini blu, nel pesante rovescio interno coi granata, gara-spartiacque della stagione laziale: «Il male di Maestrelli, sospettato a lungo ed esploso in maniera dirompente poco dopo la Pasqua [...]: la squadra che contro il Torino cede di schianto [...], Pulici che raccoglie cinque palloni in fondo alla rete con le lacrime che gli rigano il volto».

Oltre allo scudetto, le divise per la stagione 1974-1975 si caratterizzano per la presenza di calzoncini blu, utilizzati a partire dalla gara contro il Bologna dell'8 dicembre. Sempre da quella data, le divise di casa presentano il colletto a polo e lo scollo a triangolo.
| Casa (1ª-8ª) | Casa (9ª-30ª) | Trasferta (1ª-8ª) | Trasferta (9ª-30ª) |

## Organigramma societario
Area direttiva
- Presidente: Umberto Lenzini

Area organizzativa
- Segretario: Fernando Vona
- Team manager: Luigi Bezzi

Area tecnica
- Allenatore: Tommaso Maestrelli
- Allenatore in seconda: Roberto Lovati

Area sanitaria
- Medico sociale: Renato Ziaco
- Massaggiatori: Luigi Trippanera, Armando Esposito

## Rosa
| N. |                   | Ruolo | Calciatore                 |
| -- | ----------------- | ----- | -------------------------- |
|    | Italia (bandiera) | P     | Luigi Bonetti              |
|    | Italia (bandiera) | P     | Avelino Moriggi            |
|    | Italia (bandiera) | P     | Felice Pulici              |
|    | Italia (bandiera) | D     | Mario Facco                |
|    | Italia (bandiera) | D     | Pietro Ghedin              |
|    | Italia (bandiera) | D     | Luigi Martini              |
|    | Italia (bandiera) | D     | Giancarlo Oddi             |
|    | Italia (bandiera) | D     | Sergio Petrelli            |
|    | Italia (bandiera) | D     | Luigi Polentes             |
|    | Italia (bandiera) | D     | Giuliano Tinaburri         |
|    | Italia (bandiera) | D     | Giuseppe Wilson (capitano) |
|    | Italia (bandiera) | C     | Roberto Badiani            |

| N. |                   | Ruolo | Calciatore                        |
| -- | ----------------- | ----- | --------------------------------- |
|    | Italia (bandiera) | C     | Sergio Borgo                      |
|    | Italia (bandiera) | C     | Vincenzo D'Amico                  |
|    | Italia (bandiera) | C     | Mario Frustalupi                  |
|    | Italia (bandiera) | C     | Fausto Inselvini                  |
|    | Italia (bandiera) | C     | Domenico Masuzzo                  |
|    | Italia (bandiera) | C     | Franco Nanni                      |
|    | Italia (bandiera) | C     | Luciano Re Cecconi                |
|    | Italia (bandiera) | C     | Franco Tripodi                    |
|    | Italia (bandiera) | A     | Giorgio Chinaglia (vice capitano) |
|    | Italia (bandiera) | A     | Paolo Franzoni                    |
|    | Italia (bandiera) | A     | Renzo Garlaschelli                |
|    | Italia (bandiera) | A     | Fortunato Loddi                   |

## Calciomercato

### Sessione estiva
| Acquisti | Acquisti         | Acquisti      | Acquisti      |
| R.       | Nome             | da            | Modalità      |
| -------- | ---------------- | ------------- | ------------- |
| P        | Luigi Bonetti    | Pro Patria    | definitivo    |
| C        | Roberto Badiani  | Sampdoria     | definitivo    |
| C        | Domenico Masuzzo | Civitavecchia | fine prestito |
| A        | Ernesto Apuzzo   | Juve Stabia   | definitivo    |
| A        | Fortunato Loddi  | VJS Velletri  | definitivo    |

| Cessioni | Cessioni             | Cessioni    | Cessioni   |
| R.       | Nome                 | a           | Modalità   |
| -------- | -------------------- | ----------- | ---------- |
| P        | Giuseppe Avagliano   | Como        | prestito   |
| D        | Domenico Labrocca    | Siracusa    | definitivo |
| C        | Pierpaolo Manservisi | Mantova     | definitivo |
| C        | Ferruccio Mazzola    | Sant'Angelo | definitivo |

### Sessione autunnale
| Acquisti | Acquisti      | Acquisti   | Acquisti   |
| R.       | Nome          | da         | Modalità   |
| -------- | ------------- | ---------- | ---------- |
| D        | Pietro Ghedin | Fiorentina | definitivo |

| Cessioni | Cessioni         | Cessioni | Cessioni   |
| R.       | Nome             | a        | Modalità   |
| -------- | ---------------- | -------- | ---------- |
| D        | Mario Facco      | Avellino | definitivo |
| C        | Sergio Borgo     | Foggia   | prestito   |
| C        | Fausto Inselvini | Foggia   | definitivo |
| C        | Franco Tripodi   | Reggina  | definitivo |
| A        | Fortunato Loddi  | Sorrento | prestito   |

## Risultati

### Serie A

#### Girone di andata
| Arbitro: | Trono (Torino) |

|                            |           |                |
| Chinaglia 25’ Petrelli 45’ | Marcatori | 51’ Bertarelli |

| Arbitro: | Menicucci (Firenze) |

|             |           |                         |
| Longoni 58’ | Marcatori | 29’ Nanni 48’ Chinaglia |

| Arbitro: | Michelotti (Parma) |

|                                                 |           |  |
| Chinaglia 25’ (rig.) Garlaschelli 55’ Nanni 62’ | Marcatori |  |

| Arbitro: | Gialluisi (Barletta) |

|            |           |                      |
| Traini 61’ | Marcatori | 86’ (rig.) Chinaglia |

| Arbitro: | Gonella (Torino) |

|                |           |                            |
| Re Cecconi 23’ | Marcatori | 53’ (aut.) Oddi 58’ Fedele |

| Arbitro: | Michelotti (Parma) |

|              |           |                  |
| La Palma 21’ | Marcatori | 77’ Garlaschelli |

| Arbitro: | Gussoni (Tradate) |

|                |           |  |
| Frustalupi 76’ | Marcatori |  |

| Arbitro: | Agnolin (Bassano del Grappa) |

|              |           |  |
| De Sisti 36’ | Marcatori |  |

| Arbitro: | Mascali (Desenzano del Garda) |

|              |           |  |
| Franzoni 61’ | Marcatori |  |

| Arbitro: | Casarin (Milano) |

|                                       |           |                                   |
| F. Graziani 66’ L. Martini 73’ (aut.) | Marcatori | 57’ L. Martini 78’ (aut.) Mozzini |

| Arbitro: | Barbaresco (Cormons) |

|  |           |                  |
|  | Marcatori | 18’ Garlaschelli |

| Arbitro: | Michelotti (Parma) |

|                   |           |  |
| Scirea 42’ (aut.) | Marcatori |  |

| Arbitro: | Agnolin (Bassano del Grappa) |

|               |           |               |
| Antognoni 61’ | Marcatori | 27’ Chinaglia |

| Arbitro: | Panzino (Catanzaro) |

|                                                |           |  |
| L. Martini 56’ Turone 63’ (aut.) Chinaglia 75’ | Marcatori |  |

| Arbitro: | Menicucci (Firenze) |

|              |           |  |
| Colautti 75’ | Marcatori |  |

#### Girone di ritorno
| Cesena 2 febbraio 1975 16ª giornata | Cesena           | 0 – 0 referto | Lazio | Stadio La Fiorita\| Arbitro: \| Ciacci (Firenze) \| |
| Arbitro:                            | Ciacci (Firenze) |               |       |                                                     |

| Arbitro: | Gussoni (Tradate) |

|             |           |  |
| Franzoni 3’ | Marcatori |  |

| Arbitro: | Casarin (Milano) |

|  |           |                    |
|  | Marcatori | 20’, 33’ Chinaglia |

| Roma 23 febbraio 1975 19ª giornata | Lazio            | 0 – 0 referto | Ternana | Stadio Olimpico\| Arbitro: \| Lenardon (Siena) \| |
| Arbitro:                           | Lenardon (Siena) |               |         |                                                   |

| Arbitro: | Ciacci (Firenze) |

|                                       |           |               |
| Fedele 13’, 63’ Boninsegna 88’ (rig.) | Marcatori | 90’ Chinaglia |

| Arbitro: | Levrero (Genova) |

|                      |           |             |
| Chinaglia 85’ (rig.) | Marcatori | 53’ Braglia |

| Arbitro: | Prati (Parma) |

|              |           |                  |
| Niccolai 66’ | Marcatori | 25’ Garlaschelli |

| Arbitro: | Agnolin (Bassano del Grappa) |

|  |           |           |
|  | Marcatori | 76’ Prati |

| Arbitro: | Gonella (Torino) |

|                  |           |                                 |
| Wilson 3’ (aut.) | Marcatori | 9’ Chinaglia 52’ (aut.) Bellugi |

| Arbitro: | Lazzaroni (Milano) |

|               |           |                                              |
| Chinaglia 58’ | Marcatori | 12’, 40’ F. Graziani 73’, 85’, 87’ P. Pulici |

| Arbitro: | Barboni (Firenze) |

|                                         |           |  |
| Chinaglia 35’ (rig.) Zignoli 88’ (aut.) | Marcatori |  |

| Arbitro: | Casarin (Milano) |

|                                     |           |  |
| Altafini 10’ Anastasi 83’, 87’, 88’ | Marcatori |  |

| Arbitro: | Lops (Torino) |

|               |           |  |
| Chinaglia 90’ | Marcatori |  |

| Arbitro: | Michelotti (Parma) |

|                |           |                  |
| E. Calloni 26’ | Marcatori | 31’ Garlaschelli |

| Arbitro: | Mascia (Milano) |

|                  |           |  |
| Garlaschelli 26’ | Marcatori |  |

### Coppa Italia

#### Primo turno
| Bergamo 28 agosto 1974 1ª giornata | Atalanta       | 0 – 0 | Lazio | Stadio Comunale\| Arbitro: \| Trono (Torino) \| |
| Arbitro:                           | Trono (Torino) |       |       |                                                 |

| Arbitro: | Lazzaroni (Milano) |

|                          |           |                      |
| D'Amico 13’ Petrelli 42’ | Marcatori | 27’ Mutti 37’ Pruzzo |

| Arbitro: | Ciacci (Firenze) |

|                             |           |                |
| De Marchi 43’ Ciardella 89’ | Marcatori | 25’ L. Martini |

| Arbitro: | Picasso (Chiavari) |

|  |           |           |
|  | Marcatori | 61’ Prati |

## Statistiche

### Statistiche di squadra
| Competizione        | Punti | In casa | In casa | In casa | In casa | In casa | In casa | In trasferta | In trasferta | In trasferta | In trasferta | In trasferta | In trasferta | Totale | Totale | Totale | Totale | Totale | Totale | DR  |
| Competizione        | Punti | G       | V       | N       | P       | Gf      | Gs      | G            | V            | N            | P            | Gf           | Gs           | G      | V      | N      | P      | Gf     | Gs     | DR  |
| ------------------- | ----- | ------- | ------- | ------- | ------- | ------- | ------- | ------------ | ------------ | ------------ | ------------ | ------------ | ------------ | ------ | ------ | ------ | ------ | ------ | ------ | --- |
| Serie A             | 37    | 15      | 10      | 2       | 3       | 19      | 10      | 15           | 4            | 7            | 4            | 15           | 18           | 30     | 14     | 9      | 7      | 34     | 28     | +6  |
| Coppa Italia        | 2     | 2       | 0       | 1       | 1       | 2       | 3       | 2            | 0            | 1            | 1            | 1            | 2            | 4      | 0      | 2      | 2      | 3      | 5      | -2  |
| Campionato Under 23 | 19    | 7       | 5       | 2       | 0       | 11      | 3       | 7            | 3            | 1            | 3            | 7            | 6            | 14     | 8      | 3      | 3      | 18     | 9      | +9  |
| Totale              |       | 24      | 15      | 5       | 4       | 32      | 16      | 24           | 7            | 9            | 8            | 23           | 26           | 48     | 22     | 14     | 12     | 55     | 42     | +13 |

### Andamento in campionato
| Giornata  | 1 | 2 | 3 | 4 | 5 | 6 | 7 | 8 | 9 | 10 | 11 | 12 | 13 | 14 | 15 | 16 | 17 | 18 | 19 | 20 | 21 | 22 | 23 | 24 | 25 | 26 | 27 | 28 | 29 | 30 |
| --------- | - | - | - | - | - | - | - | - | - | -- | -- | -- | -- | -- | -- | -- | -- | -- | -- | -- | -- | -- | -- | -- | -- | -- | -- | -- | -- | -- |
| Luogo     | C | T | C | T | C | T | C | T | C | T  | T  | C  | T  | C  | T  | T  | C  | T  | C  | T  | C  | T  | C  | T  | C  | C  | T  | C  | T  | C  |
| Risultato | V | V | V | N | P | N | V | P | V | N  | V  | V  | N  | V  | P  | N  | V  | V  | N  | P  | N  | N  | P  | V  | P  | V  | P  | V  | N  | V  |
| Posizione | 3 | 2 | 1 | 1 | 4 | 3 | 2 | 6 | 3 | 2  | 2  | 2  | 2  | 2  | 2  | 2  | 2  | 2  | 2  | 2  | 2  | 3  | 4  | 3  | 5  | 4  | 5  | 4  | 4  | 4  |

Fonte:  Italy 1974/75, su rsssf.com.
Legenda:

Luogo: C = Casa; T = Trasferta. Risultato: V = Vittoria; N = Pareggio; P = Sconfitta.

### Statistiche dei giocatori
Nel conteggio delle reti realizzate si aggiungano cinque autoreti a favore in campionato di Serie A e due autoreti a favore in campionato Under 23.
| Giocatore       | Serie A  | Serie A | Serie A     | Serie A    | Coppa Italia | Coppa Italia | Coppa Italia | Coppa Italia | Campionato Under 23 | Campionato Under 23 | Campionato Under 23 | Campionato Under 23 | Totale   | Totale | Totale      | Totale     |
| Giocatore       | Presenze | Reti    | Ammonizioni | Espulsioni | Presenze     | Reti         | Ammonizioni  | Espulsioni   | Presenze            | Reti                | Ammonizioni         | Espulsioni          | Presenze | Reti   | Ammonizioni | Espulsioni |
| --------------- | -------- | ------- | ----------- | ---------- | ------------ | ------------ | ------------ | ------------ | ------------------- | ------------------- | ------------------- | ------------------- | -------- | ------ | ----------- | ---------- |
| A. Agostinelli  | -        | -       | -           | -          | -            | -            | -            | -            | 11                  | 0                   | 0                   | 0                   | 11       | 0      | 0           | 0          |
| S. Amato        | -        | -       | -           | -          | -            | -            | -            | -            | 10                  | 5                   | 0                   | 0                   | 10       | 5      | 0           | 0          |
| R. Badiani      | 29       | 0       | 0           | 0          | 4            | 0            | 0            | 0            | -                   | -                   | -                   | -                   | 33       | 0      | 0           | 0          |
| L. Bonetti      | -        | -       | -           | -          | -            | -            | -            | -            | 3                   | -0                  | 0                   | 0                   | 3        | -0     | 0           | 0          |
| S. Borgo        | -        | -       | -           | -          | -            | -            | -            | -            | 1                   | 0                   | 0                   | 0                   | 1        | 0      | 0           | 0          |
| E. Castellucci  | -        | -       | -           | -          | -            | -            | -            | -            | 6                   | 1                   | 0                   | 0                   | 6        | 1      | 0           | 0          |
| G. Ceccarelli   | -        | -       | -           | -          | -            | -            | -            | -            | 1                   | 0                   | 0                   | 0                   | 1        | 0      | 0           | 0          |
| G. Chinaglia    | 30       | 14      | 4           | 0          | 4            | 0            | 1            | 0            | -                   | -                   | -                   | -                   | 34       | 14     | 5           | 0          |
| Ciannii         | -        | -       | -           | -          | -            | -            | -            | -            | 3                   | 1                   | 0                   | 0                   | 3        | 1      | 0           | 0          |
| A. Coletta      | -        | -       | -           | -          | -            | -            | -            | -            | 10                  | 0                   | 0                   | 0                   | 10       | 0      | 0           | 0          |
| F. Cremaschini  | -        | -       | -           | -          | -            | -            | -            | -            | 7                   | 1                   | 0                   | 0                   | 7        | 1      | 0           | 0          |
| V. D'Amico      | 26       | 0       | 0           | 0          | 4            | 1            | 1            | 0            | 4                   | 2                   | 0                   | 0                   | 34       | 3      | 1           | 0          |
| S. Di Chiara    | -        | -       | -           | -          | -            | -            | -            | -            | 3                   | 0                   | 0                   | 0                   | 3        | 0      | 0           | 0          |
| M. Facco        | -        | -       | -           | -          | -            | -            | -            | -            | -                   | -                   | -                   | -                   | -        | -      | -           | -          |
| A. Ferrari      | -        | -       | -           | -          | -            | -            | -            | -            | 1                   | 0                   | 0                   | 0                   | 1        | 0      | 0           | 0          |
| P. Franzoni     | 10       | 2       | 0           | 0          | 3            | 0            | 0            | 0            | 10                  | 4                   | 1                   | 0                   | 23       | 6      | 1           | 0          |
| M. Frustalupi   | 28       | 1       | 2           | 0          | 4            | 0            | 0            | 0            | -                   | -                   | -                   | -                   | 32       | 1      | 2           | 0          |
| G. Gagliarducci | -        | -       | -           | -          | -            | -            | -            | -            | 1                   | 0                   | 0                   | 0                   | 1        | 0      | 0           | 0          |
| Galletti        | -        | -       | -           | -          | -            | -            | -            | -            | 2                   | 0                   | 0                   | 0                   | 2        | 0      | 0           | 0          |
| R. Garlaschelli | 23       | 6       | 1           | 1          | 3            | 0            | 0            | 0            | 3                   | 0                   | 0                   | 0                   | 29       | 6      | 1           | 1          |
| P. Ghedin       | 19       | 0       | 2           | 0          | -            | -            | -            | -            | 3                   | 0                   | 0                   | 0                   | 22       | 0      | 2           | 0          |
| B. Giordano     | -        | -       | -           | -          | -            | -            | -            | -            | 7                   | 1                   | 0                   | 0                   | 7        | 1      | 0           | 0          |
| F. Inselvini    | -        | -       | -           | -          | -            | -            | -            | -            | 1                   | 0                   | 0                   | 0                   | 1        | 0      | 0           | 0          |
| F. Loddi        | -        | -       | -           | -          | -            | -            | -            | -            | 1                   | 0                   | 0                   | 0                   | 1        | 0      | 0           | 0          |
| E. Lombardozzi  | -        | -       | -           | -          | -            | -            | -            | -            | 5                   | 0                   | 0                   | 0                   | 5        | 0      | 0           | 0          |
| L. Manfredonia  | -        | -       | -           | -          | -            | -            | -            | -            | 7                   | 1                   | 0                   | 0                   | 7        | 1      | 0           | 0          |
| M. Marchetti    | -        | -       | -           | -          | -            | -            | -            | -            | 2                   | 0                   | 0                   | 0                   | 2        | 0      | 0           | 0          |
| L. Martini      | 29       | 2       | 1           | 0          | 4            | 1            | 0            | 0            | -                   | -                   | -                   | -                   | 33       | 3      | 1           | 0          |
| D. Masuzzo      | -        | -       | -           | -          | -            | -            | -            | -            | 10                  | 0                   | 0                   | 1                   | 10       | 0      | 0           | 1          |
| A. Moriggi      | -        | -       | -           | -          | -            | -            | -            | -            | 13                  | -9                  | 0                   | 0                   | 13       | -9     | 0           | 0          |
| F. Nanni        | 22       | 2       | 0           | 0          | 3            | 0            | 0            | 0            | 4                   | 0                   | 0                   | 0                   | 29       | 2      | 0           | 0          |
| G. Oddi         | 30       | 0       | 0           | 0          | 4            | 0            | 0            | 0            | -                   | -                   | -                   | -                   | 34       | 0      | 0           | 0          |
| A. Perotti      | -        | -       | -           | -          | -            | -            | -            | -            | 9                   | 0                   | 0                   | 0                   | 9        | 0      | 0           | 0          |
| S. Petrelli     | 8        | 1       | 1           | 0          | 4            | 1            | 1            | 0            | 3                   | 0                   | 0                   | 0                   | 15       | 2      | 2           | 0          |
| L. Polentes     | 12       | 0       | 1           | 0          | 1            | 0            | 0            | 0            | 7                   | 0                   | 2                   | 1                   | 20       | 0      | 3           | 1          |
| M. Porcu        | -        | -       | -           | -          | -            | -            | -            | -            | 2                   | 0                   | 0                   | 0                   | 2        | 0      | 0           | 0          |
| F. Pulici       | 30       | -28     | 0           | 0          | 4            | -5           | 0            | 0            | -                   | -                   | -                   | -                   | 34       | -33    | 0           | 0          |
| L. Re Cecconi   | 29       | 1       | 1           | 0          | 4            | 0            | 0            | 0            | -                   | -                   | -                   | -                   | 33       | 1      | 1           | 0          |
| G. Rosati       | -        | -       | -           | -          | -            | -            | -            | -            | 5                   | 0                   | 0                   | 0                   | 5        | 0      | 0           | 0          |
| G. Sambucco     | -        | -       | -           | -          | -            | -            | -            | -            | 4                   | 0                   | 0                   | 0                   | 4        | 0      | 0           | 0          |
| R. Sesena       | -        | -       | -           | -          | -            | -            | -            | -            | 2                   | 0                   | 0                   | 0                   | 2        | 0      | 0           | 0          |
| L. Tarallo      | -        | -       | -           | -          | -            | -            | -            | -            | 2                   | 0                   | 0                   | 0                   | 2        | 0      | 0           | 0          |
| G. Tinaburri    | -        | -       | -           | -          | -            | -            | -            | -            | 14                  | 0                   | 1                   | 0                   | 14       | 0      | 1           | 0          |
| F. Tripodi      | -        | -       | -           | -          | -            | -            | -            | -            | -                   | -                   | -                   | -                   | -        | -      | -           | -          |
| G. Wilson       | 30       | 0       | 2           | 0          | 4            | 0            | 1            | 0            | -                   | -                   | -                   | -                   | 34       | 0      | 3           | 0          |

## Riserve
La squadra riserve della Lazio ha disputato nella stagione 1974-1975 il Campionato Under 23.

### Rosa
| N. |                   | Ruolo | Calciatore           |
| -- | ----------------- | ----- | -------------------- |
|    | Italia (bandiera) | P     | Luigi Bonetti        |
|    | Italia (bandiera) | P     | Avelino Moriggi      |
|    | Italia (bandiera) | D     | Franco Cremaschini   |
|    | Italia (bandiera) | D     | Stefano Di Chiara    |
|    | Italia (bandiera) | D     | Pietro Ghedin        |
|    | Italia (bandiera) | D     | Alberto Perotti      |
|    | Italia (bandiera) | D     | Sergio Petrelli      |
|    | Italia (bandiera) | D     | Luigi Polentes       |
|    | Italia (bandiera) | D     | Giovanni Rosati      |
|    | Italia (bandiera) | D     | Giovanni Sambucco    |
|    | Italia (bandiera) | D     | Roberto Sesena       |
|    | Italia (bandiera) | D     | Luigi Tarallo        |
|    | Italia (bandiera) | D     | Giuliano Tinaburri   |
|    | Italia (bandiera) | C     | Andrea Agostinelli   |
|    | Italia (bandiera) | C     | Salvatore Amato      |
|    | Italia (bandiera) | C     | Sergio Borgo         |
|    | Italia (bandiera) | C     | Giancarlo Ceccarelli |
|    | Italia (bandiera) | C     | Vincenzo D'Amico     |

| N. |                   | Ruolo | Calciatore              |
| -- | ----------------- | ----- | ----------------------- |
|    | Italia (bandiera) | C     | Alberto Ferrari         |
|    | Italia (bandiera) | C     | Fausto Inselvini        |
|    | Italia (bandiera) | C     | Enzo Lombardozzi        |
|    | Italia (bandiera) | C     | Lionello Manfredonia    |
|    | Italia (bandiera) | C     | Maurizio Marchetti      |
|    | Italia (bandiera) | C     | Domenico Masuzzo        |
|    | Italia (bandiera) | C     | Franco Nanni            |
|    | Italia (bandiera) | A     | Ezio Castellucci        |
|    | Italia (bandiera) | A     | Cianni                  |
|    | Italia (bandiera) | A     | Armando Coletta         |
|    | Italia (bandiera) | A     | Paolo Franzoni          |
|    | Italia (bandiera) | A     | Gian Piero Gagliarducci |
|    | Italia (bandiera) | A     | Galletti                |
|    | Italia (bandiera) | A     | Bruno Giordano          |
|    | Italia (bandiera) | A     | Renzo Garlaschelli      |
|    | Italia (bandiera) | A     | Fortunato Loddi         |
|    | Italia (bandiera) | A     | Mauro Porcu             |